# 1975 na música

## Eventos
- Clara Nunes se torna a primeira cantora a vender 500 mil cópias, com o LP Claridade, feito nunca antes realizado por uma mulher.
- Caetano Veloso lança simultaneamente os álbuns Joia e Qualquer Coisa, que contém covers de músicas dos Beatles.
- João Ricardo grava seu primeiro disco solo, após o término da segunda formação dos Secos e Molhados.
- Michael Jackson lança seu 4° álbum de estúdio na Motown Records, o Forever, Michael
- Raul Seixas lança o seu quarto álbum, Novo Aeon, que possui a música "Tente Outra Vez"
- Di Melo lança seu primeiro álbum.

### Fevereiro
- Dia 17 - A banda australiana AC/DC lança seu primeiro álbum, High Voltage.
- Dia 24 - O Led Zeppelin lança o álbum Physical Graffiti, considerado um dos melhores álbuns do rock.

### Março
- O guitarrista Eric Clapton lança o seu terceiro álbum solo, intitulado There's One in Every Crowd.
- David Bowie lança Young Americans
- Dia 15 - O Earth, Wind & Fire lança o álbum That's the Way of the World, que tem uma das músicas mais famosas da banda, que possui o mesmo nome que o álbum.
- Dia 19 - O Kiss lança seu terceiro álbum, Dressed to Kill, contendo o maior sucesso da banda, a música "Rock and Roll All Nite".

### Abril
- Dia 8 - O Aerosmith lança o seu terceiro álbum, Toys in the Attic.
- Dia 21 - O grupo ABBA lança o álbum ABBA com sucessos como "Mamma Mia!" e "SOS."
- Dia 24 - Pete Ham, membro da banda de rock Badfinger, comete suicídio por enforcamento.
- Dia 16 - The Kinks lança seu décimo terceiro álbum, o conceitual Soap Opera (ou The Kinks Present a Soap Opera).

### Maio
- Dia 7 - Elvis Presley lança seu álbum de country pop intitulado Today.
- Dia 27 - A banda de Paul McCartney, o Wings, lança seu quarto álbum, chamado Venus and Mars, que contém o single "Venus and Mars/Rock Show", além das músicas "Magneto and Titanium Man", "Listen To What The Man Said" e  "Call Me Back Again"

### Junho
- Rita Lee & Tutti Frutti lançam o memorável álbum Fruto Proibido com os sucessos "Agora Só Falta Você", "Esse Tal de Roque Enrow" e "Ovelha Negra".
- Bee Gees lança sua volta nas paradas de sucessos com o álbum de disco music Main Course, com as músicas "Jive Talkin'", "Nights On Broadway" e "Wind Of Change".

### Julho
- Dia 28 - O Black Sabbath lança o álbum Sabotage, de onde saíram os singles "Symptom of the Universe" e "Hole in the Sky".

### Agosto
- Eric Clapton lança o álbum ao vivo E. C. Was Here.

### Setembro
- Dia 10 - A banda  Kiss lança o disco duplo ao vivo Alive!, considerado atualmente  como o melhor disco ao vivo de rock de todos os tempos.
- Dia 12 - O Pink Floyd lança o álbum Wish You Were Here, considerado por muitos como um dos melhores álbuns da banda e da história do rock progressivo.
- Dia 14 - A banda britânica Supertramp lança seu quarto álbum, Crisis? What Crisis?.
- Dia 22 -  George Harrison lança seu sexto álbum, Extra Texture (Read All About It).

### Outubro
- A banda alemã de música eletrônica Kraftwerk lança o álbum Radio-Activity (Radio-Aktivität em alemão).
- Dia 3 - A banda The Who lança seu sétimo álbum, The Who By Numbers.
- Dia 10 - O Deep Purple lança seu décimo disco, Come Taste The Band, o primeiro da Mk IV.
- Dia 31- A banda Queen lança o single Bohemian Rhapsody, considerada uma das melhores músicas de todos os tempos, ficando várias semanas em primeiro lugar no Reino Unido.

### Novembro
- Dia 11 - O Earth, Wind & Fire lança o álbum duplo Gratitude, que possui músicas como "Sun Goddess", "Shining Star" e "Sing A Song". Foi o segundo álbum de R&B com mais vendas de 1976.
- Dia 21 - O Queen lança o álbum A Night at the Opera, com o single de sucesso "Bohemian Rhapsody" e ao mesmo tempo um videoclipe da música, considerado o primeiro videoclipe da história, e também com "Love Of My Life", uma das músicas mais clássicas da banda e "You're My Best Friend".

### Dezembro
- Dia 15 - O Deep Purple grava seu álbum ao vivo This Time Around: Live in Tokyo, que foi lançado apenas em 2001.
- Dia 25 - É formada a banda de Heavy Metal Iron Maiden.

## Nascimentos
| Data            | Nome                       | Profissão                                | Nacionalidade           | Observações | Ref |
| --------------- | -------------------------- | ---------------------------------------- | ----------------------- | ----------- | --- |
| 18 de Maio      | Jack Johnson               | cantor e compositor                      | Estados Unidos          |             |     |
| 27 de Março     | Fergie                     | cantora                                  | Estados Unidos          |             |     |
| 18 de Dezembro  | Sia                        | cantora                                  | Austrália               |             |     |
| 1 de Janeiro    | Robert Westerholt          | guitarrista                              | Países Baixos           |             |     |
| 30 de Janeiro   | Yumi Yoshimura             | cantora                                  | Japão                   |             |     |
| 4 de Fevereiro  | Natalie Imbruglia          | cantora e atriz                          | Austrália               |             |     |
| 16 de Fevereiro | Aikawa Nanase              | cantora                                  | Japão                   |             |     |
| 20 de Fevereiro | Brian Littrell             | cantor                                   | Estados Unidos          |             |     |
| 6 de Março      | Aracely Arámbula           | atriz e cantora                          | México                  |             |     |
| 15 de Março     | William James Adams Junior | cantor                                   | Estados Unidos          |             |     |
| 21 de março     | Michale Graves             | cantor                                   | Estados Unidos          |             |     |
| 27 de Março     | Stacy Ferguson             | cantora                                  | Estados Unidos          |             |     |
| 7 de Abril      | Karin Dreijer              | vocalista da dupla The Knife             | Suécia                  |             |     |
| 8 de Abril      | Anouk                      | cantora                                  | Países Baixos           |             |     |
| 18 de Abril     | Pedro Mariano              | cantor                                   | Brasil                  |             |     |
| 14 de abril     | Takayoshi Tanimoto         | cantor, compositor, letrista, arranjador | Japão                   |             |     |
| 15 de Abril     | Victor Chaves              | músico e cantor                          | Brasil                  |             |     |
| 26 de Abril     | Joey Jordison              | baterista                                | Estados Unidos          |             |     |
| 5 de Maio       | Wilson Sideral             | cantor e compositor                      | Brasil                  |             |     |
| 7 de maio       | Martina Topley-Bird        | cantora                                  | Inglaterra              |             |     |
| 8 de maio       | Enrique Iglesias           | cantor                                   | Estados Unidos          |             |     |
| 14 de Maio      | Thalma de Freitas          | atriz e cantora                          | Brasil                  |             |     |
| 25 de Maio      | Lauryn Hill                | cantora                                  | Estados Unidos          |             |     |
| 29 de Maio      | Mel B                      | cantora                                  | Inglaterra              |             |     |
| 14 de Junho     | DJ Marky                   | DJ                                       | Brasil                  |             |     |
| 15 de Junho     | Chiara Civello             | cantora                                  | Itália                  |             |     |
| 1 de Julho      | Sufjan Stevens             | cantor                                   | Estados Unidos          |             |     |
| 6 de Julho      | 50 Cent                    | cantor                                   | Estados Unidos          |             |     |
| 9 de Julho      | Jack White                 | músico                                   | Estados Unidos          |             |     |
| 18 de Julho     | Daron Malakian             | guitarrista e vocalista                  | Estados Unidos          |             |     |
| 24 de Agosto    | Carlos Eduardo Taddeo      | rapper                                   | Brasil                  |             |     |
| 3 de setembro   | Redfoo                     | cantor                                   | Canadá                  |             |     |
| 9 de Setembro   | Michael Bublé              | cantor                                   | Inglaterra              |             |     |
| 7 de Outubro    | Damian Kulash              | músico                                   | Estados Unidos          |             |     |
| 9 de Outubro    | Sean Lennon                | músico                                   | Estados Unidos          |             |     |
| 14 de Outubro   | Boss AC                    | cantor                                   | Portugal                |             |     |
| 1 de novembro   | Bo Bice                    | cantor                                   | Estados Unidos          |             |     |
| 11 de novembro  | Angélica Vale              | Atriz, Cantora                           | México                  |             |     |
| 14 de Novembro  | Travis Barker              | baterista                                | Estados Unidos          |             |     |
| 26 de novembro  | DJ Khaled                  | DJ, rapper e compositor                  | Estados Unidos          |             |     |
| 4 de Dezembro   | Fabio Góes                 | produtor, compositor e músico            | Brasil                  |             |     |
| 13 de Dezembro  | Tom DeLonge                | guitarrista e vocalista                  | Estados Unidos          |             |     |
| 17 de Dezembro  | Milla Jovovich             | cantora e atriz                          | Ucrânia/ Estados Unidos |             |     |

## Mortes
| Data           | Nome                | Profissão  | Nacionalidade  | Observações | Ref |
| -------------- | ------------------- | ---------- | -------------- | ----------- | --- |
| 9 de Agosto    | Dmitri Shostakovich | compositor | Rússia         | n. 1906     |     |
| 8 de dezembro  | Gary Thain          | baixista   | Nova Zelândia  | n. 1948     |     |
| 23 de dezembro | Bernard Herrmann    | compositor | Estados Unidos | n. 1911     |     |